# Elisabeth Denis
Maria Anna Elisabeth Denis (* 17. Februar 1900 in Jever; † 15. November 1969 in Freiburg im Breisgau) war eine deutsche katholische Sozialarbeiterin.

## Biografie
Denis wurde im friesischen Jever als ältestes von fünf Kindern des Lehrers Johannes Denis und seiner Frau Anna geboren. 1922 schloss sie am humanistischen Knabengymnasium in Vechta zusätzlich zum Lyzeumsabschluss mit einem realgymnasialen Abitur die Schule ab. Anschließend studierte sie in Berlin Mathematik. Schnell wechselte sie zu sozialwissenschaftlichen Studien und belegte bis 1926 Philosophie, Volkswirtschaft und Geschichte, ohne das Studium formal abzuschließen. Ab 1926 war sie im Deutschen Nationalverband der katholischen Mädchenschutzvereine in Freiburg im Breisgau tätig und wurde 1928 dessen Geschäftsführerin sowie die Generalsekretärin des Marianischen Mädchenschutzes e. V. Unter anderem übernahm sie auch die Schriftleitung der Mädchenschutz als Zeitschrift des Deutschen Nationalverbandes der katholischen Mädchenschutzvereine. 
1948 wurde Denis Vizepräsidentin des internationalen Verbands Service de la Jeunesse Féminine. Ab 1949 war Denis Caritasdirektorin und dadurch Mitglied des Zentralvorstands sowie Vertreterin des Deutschen Caritasverbands (DCV) im Zentralkomitee der deutschen Katholiken (ZdK). Sie war der Akademie für Jugendfragen als Mitglied verbunden.
Ab 1967 leitete sie die Abteilung Mädchensozialarbeit im Caritasverband. Von 1957 bis 1969 war sie Mitglied im Hauptausschuss des Deutschen Vereins für öffentliche und private Fürsorge. 
Nachfolgerinnen von Denis waren Cäcilia Tilgner und Margareta Breuer.

## Schriften (Auswahl)
- Ist die katholische Mädchenschutzarbeit notwendig?, Freiburg im Breisgau: Dt. Nationalverb. d. kath. Mädchenschutzvereine 1933 (Mädchenschutz, 2).
- Katholischer Mädchenschutz auf dem Lande und in der Kleinstadt, Freiburg im Breisgau: Dt. Nationalverb. d. kath. Mädchenschutzvereine 1933 (Mädchenschutz 9 (4)).
- Vom Christenleben und Christenlieben. Gedanken zum Gottesreich in unserer Zeit, Freiburg im Breisgau: Dt. Nationalverb. d. kath. Mädchenschutzvereine 1940.
- Wir wollen helfen, Freiburg im Breisgau: Dt. Nationalverb. d. kath. Mädchenschutzvereine 1952.
- Zur Entstehung und Entwicklung unserer Schwesternhäuser: Gedanken zum Nachwuchs in der Caritas, Freiburg: Werthmannhaus 1960.
- Der katholische Mädchenschutz einst und jetzt, in: Jahrbuch der Caritaswissenschaft: Der Katholische Mädchenschutzverband, Freiburg 1963.